# Coral-cérebro-da-bahia
O coral-cérebro-da-bahia (nome científico: Mussismilia braziliensis) é uma espécie de coral, endêmica do Brasil. Sua distribuição é restrita ao litoral dos estados da Bahia e Espírito Santo. Em decorrências da mudanças climáticas e de ações antrópicas regionais, a espécie sofre um acentuado declínio e é classificada como vulnerável nas avaliações brasileiras, mas criticamente em perigo pela UICN.

## Taxonomia e sistemática
O coral-cérebro-da-bahia foi descrito pela primeira vez por Addison Emery Verrill em 1868. Antes fez parte da família dos mussídeos (Mussidae), mas hoje foi realocada na família dos faviídeos (Faviidae).

## Descrição
O coral-cérebro-da-bahia forma colônias maciças, geralmente globulares ou hemisféricas, fortemente presas ao substrato e que podem ultrapassar um metro de diâmetro. Frequentemente localizadas no topo dos recifes, essas colônias apresentam coralitos cerioides, compactos, de formato irregular ou poligonal, medindo entre oito e dez milímetros de diâmetro. Em colônias maiores, há tendência ao desenvolvimento de cálices mais alongados, com múltiplos centros columelares e aspecto submeandroide. Os séptos são delicados e exibem dentaduras arredondadas, com aparência semelhante a contas; o quarto ciclo de séptos é incompleto e a columela é reduzida. A coloração das colônias vivas varia entre tons de azul-acinzentado, verde, amarelo e cinza esbranquiçado. A espécie pode ser confundida com Mussismilia hispida, que se distingue principalmente por apresentar coralitos maiores e com formato menos irregular.

## Distribuição e habitat
O coral-cérebro-da-bahia é uma espécie endêmica do Brasil, restrita aos estados da Bahia e Espírito Santo, e desempenha um papel fundamental como principal construtora dos recifes de coral da região de Abrolhos. Embora ainda não tenha sido confirmada na Cadeia de Montes Submarinos Vitória-Trindade, já foi registrada na  ilha de Martin Vaz. É considerada a espécie endêmica com distribuição geográfica mais restrita, embora seja a mais comum nos recifes desse complexo. Estima-se que sua área de ocupação seje inferior a dois mil quilômetros quadrados. Segundo Segal & Castro (2000), ocorre preferencialmente em superfícies com inclinação intermediária, especialmente em áreas bem iluminadas situadas no topo e nas bordas dos recifes rasos ou submareais. É reconhecida por dominar as partes mais elevadas das formações recifais de Abrolhos. Ocorre até 60 metros de profundidade, sendo mais comum até 10 metros.

## Ecologia
O coral-cérebro-da-bahia é uma espécie hermafrodita que se reproduz por liberação de gametas na água, com fecundação externa. Em Abrolhos, esse processo ocorre entre março e meados de maio. Apresenta elevada taxa de fecundação externa em comparação ao esforço reprodutivo de outros corais maciços com morfologia e tamanho de gametas semelhantes. A primeira maturação sexual dos corais recifais zooxantelados geralmente ocorre entre três e oito anos de idade. Por isso, assume-se que a média de idade dos indivíduos maduros ultrapasse os oito anos. Considerando o tamanho médio das colônias e suas taxas de crescimento, estima-se que o tempo médio de geração seja de 10 anos, até que se obtenham evidências em contrário. A longevidade total da espécie ainda é desconhecida, mas acredita-se que ultrapasse os 10 anos.

## Conservação
O coral-cérebro-da-bahia foi classificado como criticamente em perigo (CR) pela União Internacional para a Conservação da Natureza (UICN). No Brasil, foi avaliada como vulnerável (VU) na Lista de Espécies da Fauna Ameaçadas do Espírito Santo; em 2014, como vulnerável (VU) na Portaria MMA N.º 444 de 17 de dezembro de 2014; em 2017, como vulnerável (VU) na Lista Oficial das Espécies da Fauna Ameaçadas de Extinção do Estado da Bahia; e em 2018, como vulnerável (VU) no Livro Vermelho da Fauna Brasileira Ameaçada de Extinção do Instituto Chico Mendes de Conservação da Biodiversidade (ICMBio). Também consta no Apêndice II da Convenção sobre o Comércio Internacional das Espécies da Fauna e da Flora Silvestres Ameaçadas de Extinção (CITES).
Em sua área de distribuição, o coral-cérebro-da-bahia ocorre em algumas áreas de conservação: a Área de Proteção Ambiental do Arquipélago de Trindade e Martim Vaz (APA do Arquipélago de Trindade e Martim Vaz), o Parque Nacional Marinho dos Abrolhos (PARNA Marinho dos Abrolhos), a Reserva Extrativista Cassurubá (Resex Cassurubá), a Reserva Extrativista do Corumbau (Resex do Corumbau), a Reserva Extrativista Santa Cruz (Revis Santa Cruz), a Área de Proteção Ambiental Baía de Todos os Santos (APA Baía de Todos os Santos), a Área de Proteção Ambiental Caraíva/Trancoso (APA Caraíva/Trancoso), a Área de Proteção Ambiental Lagoas e Dunas do Abaeté (APA Lagoas e Dunas do Abaeté), a Área de Proteção Ambiental Plataforma Continental do Litoral Norte (APA Plataforma Continental do Litoral Norte) e a Área de Proteção Ambiental Ponta da Baleia-Abrolhos (APA Ponta da Baleia/Abrolhos).

### Ameaças
São ameaças gerais para escleractínios zooxantelados de água rasa: desenvolvimento costeiro e turismo desordenados, urbanização, aumento da sedimentação, poluição marinha, espécies invasoras, sobrepesca e eventos globais causando eventos extremos mais frequentes e intensos, aquecimento, acidificação e desoxigenação dos oceanos. É usado no artesanato e souvenir local no nordeste, e está sendo comercializado para aquariofilia. Espécies marinhas com distribuição extremamente restrita, como o coral-cérebro-da-bahia, podem estar ameaçadas de extinção se a destruição de seus habitats não for reduzida nos próximos anos. Podem ser mencionados ainda, como ameaças a esta espécie, a destruição de habitats coralíneos, devido a atividades como exploração e produção de gás e petróleo, transporte marinho em larga escala e projetos de fazendas marinhas (cultivo em áreas costeiras). Ainda assim, outras atividades antrópicas como a pesca predatória, o turismo desordenado, impacto de âncoras e no passado a extração para aproveitamento do carbonato de cálcio (para argamassa na construção civil durante todo o período colonial nas cidades do nordeste até meados do século XX) também comprometem os ecossistemas coralíneos. A introdução dos corais escleractínios Tubastraea coccinea e T. tagusensis é uma ameaça às populações no Brasil, além do patógeno conhecido como peste branca.
Estudos indicam que a crescente sedimentação e o acúmulo de matéria orgânica são fatores importantes na degradação global de recifes de coral, especialmente em áreas costeiras afetadas por atividades humanas como desmatamento, poluição e dragagem. Esses impactos podem causar sombreamento, abrasão, sufocamento e aumento no consumo de energia para remoção de partículas, além de favorecer doenças e a substituição de corais por organismos mais resistentes, como algas. No Brasil, embora os recifes estejam naturalmente sujeitos a alta sedimentação, devido a características geológicas e hidrológicas, os efeitos diretos desses fatores sobre corais ainda são pouco compreendidos. Em condições laboratoriais, foi investigado o efeito da sedimentação, com e sem matéria orgânica. As colônias foram expostas a diferentes concentrações de sedimentos, e foram analisadas a eficiência fotossintética e a suscetibilidade física dos tecidos. Os resultados mostraram que o aumento da sedimentação afeta a integridade física dos corais, mas não interfere diretamente na eficiência fotossintética. No entanto, a presença de matéria orgânica pode reduzir a tolerância da espécie ao estresse por sedimentação.

### Microbiota
Um estudo, que utilizou bibliotecas de clones do gene 16S rRNA, analisou bactérias presentes no muco coralino e na água ao redor do coral-cérebro-da-bahia. A análise revelou que mais de 60% das sequências estavam associadas à classe γ-Proteobacteria, especialmente aos gêneros Alteromonas, Marinomonas, Neptuniibacter e Vibrio, frequentemente encontrados em ambientes impactados por atividades humanas. Os resultados mostraram que as comunidades bacterianas do coral-cérebro-da-bahia e de M. hispida eram mais semelhantes entre si do que àquelas associadas a M. harttii. Essa diferença foi atribuída à morfologia distinta de M. harttii, cujas colônias do tipo faceloide possuem pólipos não conectados por tecido mole. A predominância de bactérias copiotróficas nas três espécies sugere uma resposta microbiana a estressores ambientais locais, como elevada sedimentação, pressão pesqueira e poluição costeira.

### População
A abundância relativa do coral-cérebro-da-bahia varia significativamente nos recifes da região de Abrolhos, apresentando diferenças entre as formações do arco interno e externo, bem como entre os ambientes de topo e parede. Registros históricos dos Chapeirões de Abrolhos feitos por Hartt (1870) e Branner (1904) indicam que a espécie era “extremamente comum”, com cobertura entre 25% e 50%, mas dados de 2005 apontam um declínio expressivo para a categoria “comum”, com cobertura de até 5%. Durante a onda de calor de 2019, foi registrado branqueamento em 80% das colônias no Parque Nacional Marinho dos Abrolhos, seguido por 10% de mortalidade. A espécie também foi registrada abundantemente em locais como a Ponta do Toque-Toque, em Salvador, onde Laborel (1962) a observou, mas levantamentos posteriores em 2007 não a encontraram mais, sugerindo possível extinção local. Modelos ambientais indicam uma redução média de cerca de 30% na probabilidade de ocorrência ao longo da sua faixa (12°S–20°S) até 2050, e projeções mais recentes sob os cenários SSP2-4.5 e SSP5-8.5 indicam um declínio de pelo menos 80% em três gerações (30 anos), com diferenciação por nível específico da espécie (Martello et al., Bleuel et al. 2021).
Estudos ao longo das últimas décadas confirmam sua dominância, com cobertura variável conforme local e período, alcançando até 72% em profundidades entre três e quatros metros nas ilhas de Santa Bárbara e Siriba. Levantamentos mais recentes indicam variações na cobertura, geralmente entre 1% e 12%, e mortalidade parcial em até 10% das colônias em algumas áreas. Desde 2005, a peste branca tem afetado essa espécie, causando mortalidade significativa e aumento da prevalência nos anos seguintes. Entre 2006 e 2008, a taxa média anual de declínio foi estimada em 0,8%. Se a taxa atual de mortalidade se mantiver, estima-se perda de 40 a 45% da cobertura nos próximos 30 a 50 anos, podendo ultrapassar 60% até 2100. Se a doença avançar com maior intensidade, as perdas podem atingir 60% em 50 anos e quase 90% até o fim do século. Além dos dados populacionais, análises baseadas em características específicas da espécie e dados globais de corais reforçam essas tendências negativas para sua conservação.
A projeção do início do branqueamento severo anual (BSA), indicador do declínio populacional, estima quando um recife começará a enfrentar branqueamento severo anualmente, com declínios superiores a 80% e sem recuperação esperada. O BSA ocorre quando a temperatura da superfície do mar ultrapassa em pelo menos 1°C a média mensal máxima por pelo menos oito semanas em três meses. Usando dados do PNUMA (2020) baseados em modelos climáticos do IPCC (CMIP6), estimou-se o início do BSA entre 2015 e 2100 nos cenários SSP5-8.5 (altas emissões) e SSP2-4.5 (emissões moderadas), considerando duas situações: sem adaptação e com 1°C de adaptação dos corais ao estresse térmico. Estima-se que o BSA comece em média entre 2034 e 2040 sem adaptação, e entre 2062 e 2082 com adaptação, dependendo do cenário. Devido à alta suscetibilidade da espécie ao branqueamento e sua preferência por águas rasas, a estimativa sem adaptação é mais conservadora. Embora a acidificação oceânica também seja uma ameaça, seus efeitos são maiores em águas mais profundas. Assim, projeta-se um declínio global de pelo menos 80% até 2050, independentemente do cenário adotado.
Monitoramento global de recifes também foi usado para estimar o declínio populacional. A Rede Global de Monitoramento de Recifes de Corais (GCRMN) compilou dados de 1978 a 2019 em 10 regiões, com observações de mais de 300 pesquisadores. Foram aplicados dados públicos da perda de cobertura de corais duros nas três sub-regiões brasileiras, com intervalos de confiança de 20%, 50% e 80%, para estimar o declínio nas últimas três gerações (1989–2019). A estimativa levou em conta a proporção da área de distribuição da espécie em cada sub-região e a perda local para calcular a perda total. Considerando características específicas da espécie - faixa de profundidade (0–25 metro, predominante acima de 10 metros), distribuição fragmentada, alta suscetibilidade a doenças e baixa capacidade de recuperação - adotou-se a estimativa de maior declínio (80%), resultando em uma perda global de 47% desde 1989.